# James Clerk Maxwell
James Clerk Maxwell FRS FRSE (13 tháng 6 năm 1831 – 5 tháng 11 năm 1879) là một nhà toán học, một nhà vật lý học người Scotland. Thành tựu nổi bật nhất của ông đó là thiết lập lên lý thuyết cổ điển về bức xạ điện từ, mà đã lần đầu tiên bắc chiếc cầu nối giữa điện học, từ học, và ánh sáng như là biểu hiện của cùng một hiện tượng. Phương trình Maxwell của trường điện từ đã được gọi là "lần thống nhất vĩ đại thứ hai trong vật lý" sau lần thống nhất bởi Isaac Newton.
Với bài báo Một lý thuyết động lực học của trường điện từ công bố năm 1865, Maxwell đã chứng tỏ được rằng lực tĩnh điện và từ trường lan truyền trong không gian như là các sóng chuyển động với vận tốc bằng tốc độ ánh sáng. Maxwell cho rằng ánh sáng là một dạng dao động sóng trong cùng một môi trường mà là nguyên nhân gây các các hiện tượng điện và từ. Sự thống nhất của ánh sáng với các hiện tượng điện đã đưa đến tiên đoán tồn tại sóng vô tuyến.
Maxwell đóng vai trò trong việc phát triển phân phối Maxwell–Boltzmann, một phương pháp thống kê miêu tả các đặc điểm của thuyết động học chất khí. Ông là người đầu tiên đưa ra phương pháp tạo ra ảnh màu bền lâu vào năm 1861 và ông có những công trình nền tảng trong lý thuyết phân tích độ cứng của hệ khung liên kết bởi các nút và thanh (khung giàn) như ở kết cấu cầu.
Các khám phá của ông đã mở ra lối đi cho vật lý hiện đại, đặt cơ sở cho các lĩnh vực như thuyết tương đối hẹp và cơ học lượng tử. Nhiều nhà vật lý coi Maxwell là nhà khoa học thế kỷ 19 có ảnh hưởng lớn nhất đến vật lý thế kỷ 20. Đóng góp của ông đối với khoa học được sánh ngang với các nhà khoa học Isaac Newton và Albert Einstein. Trong một cuộc khảo sát bỏ phiếu chọn ra 100 nhà vật lý có tầm ảnh hưởng nhất trong 1000 năm qua—Maxwell được đánh giá xếp thứ ba, chỉ xếp sau Newton và Einstein. Vào dịp kỷ niệm 100 năm ngày sinh của Maxwell, Einstein đã miêu tả các công trình của Maxwell "có tầm sâu sắc nhất và là mảnh đất màu mỡ nhất mà vật lý có được kể từ thời của Newton".

## Cuộc đời

### Thời trẻ, 1831–39

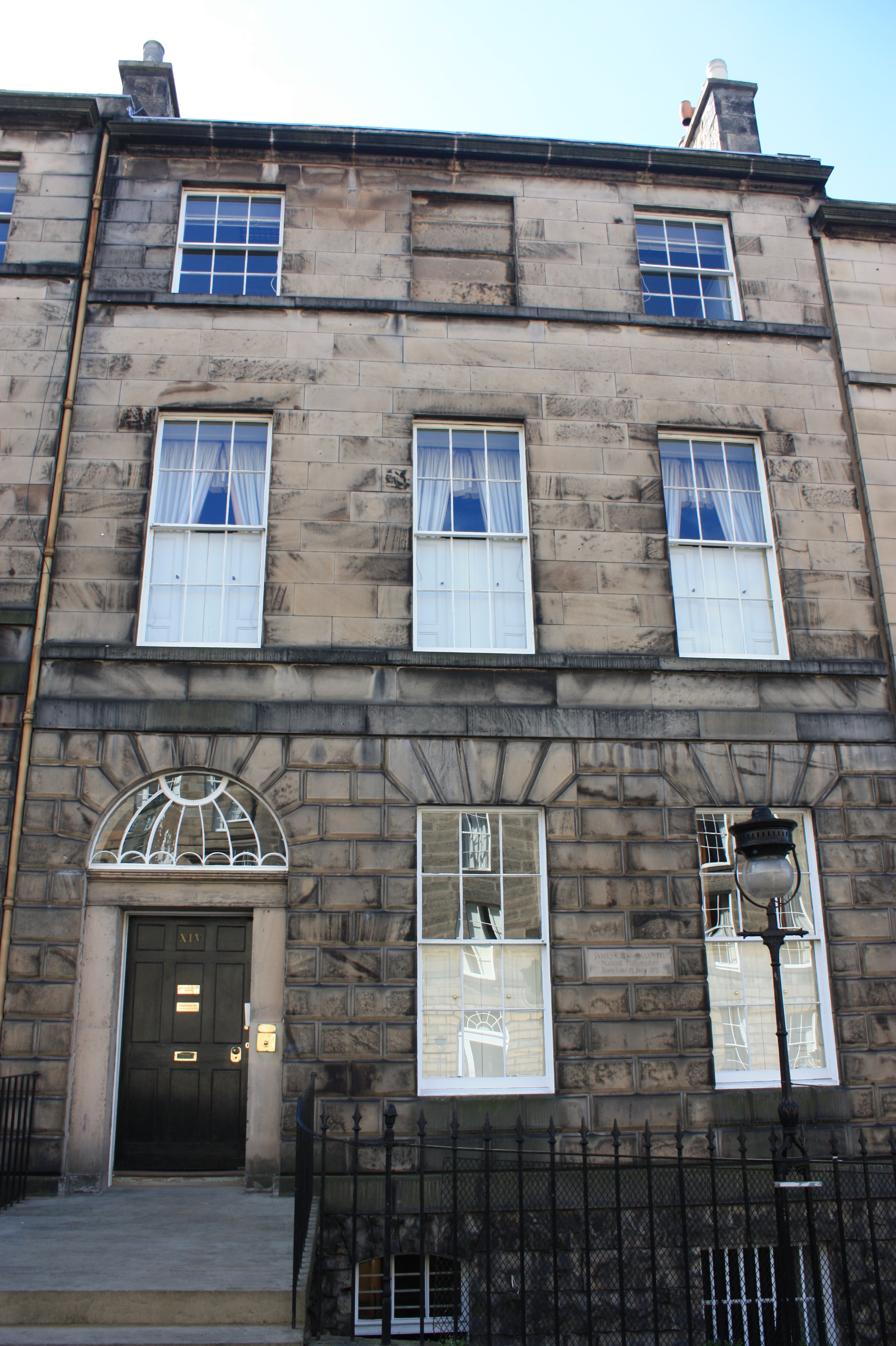
Nơi sinh của James Clerk Maxwell tại nhà số 14 đường India, Edinburgh

James Clerk Maxwell sinh ngày 13 tháng 6 năm 1831 tại nhà số 14 đường India, Edinburgh, con của ông John Clerk-Maxwell của Middlebie, một người biện hộ, và Frances Cay con của Robert Hodshon Cay và chị của John Cay. Bố ông là một người có địa vị và giàu có của dòng họ Clerk ở Penicuik, những người giữ tước tòng nam (baronetcy) Clerk của Penicuik. Bác của ông là tòng nam tước thứ 6. Tên khai sinh của bố ông là "John Clerk", cộng thêm tên đệm Maxwell sau khi ông thừa hưởng (lúc thơ ấu năm 1793) đất đai xứ Middlebie gần Corsock, Kirkcudbrightshire, từ mối liên hệ với dòng họ Maxwell, cũng là một tầng lớp quý tộc. James Clerk Maxwell cũng là anh em họ của họa sĩ Jemima Blackburn và của (con trai của cậu) kỹ sư xây dựng William Dyce Cay. Họ là những người bạn thân và Cay là phù rể trong lễ cưới của Maxwell.
Bố mẹ của Maxwell gặp nhau và làm đám cưới khi họ đã ngoài 30 tuổi; khi ông sinh ra thì mẹ ông đã gần 40 tuổi. Họ đã từng có một đứa con gái trước đó, tên là Elizabeth, tuy vậy đã chết yểu.
Gia đình Maxwell chuyển đến ngôi nhà Glenlair khi ông còn trẻ, mà bố mẹ ông đã xây dựng trên khu đất Middlebie hơn 1.500 mẫu Anh (610 ha). Mọi chứng cứ gợi ý rằng Maxwell đã có tính tò mò không ngừng ngay từ hồi nhỏ. Cho đến lúc ba tuổi, mọi thứ chuyển động, phát sáng hay gây ra tiếng ồn đều khiến cậu đưa ra câu hỏi: "cái gì khiến nó như thế?" Trong một lá thư của bố ông đến mợ Jane Cay vào năm 1834, mẹ ông đã miêu tả tính hay tò mò này của ông:
Nó là một cậu bé rất vui vẻ, và đã khá hơn nhiều kể từ khi thời tiết dễ chịu hơn; nó quan tâm nhiều tới cửa, khóa, chìa khóa, etc., và lúc nào cũng bập bẹ nói "chỉ cho con làm thế nào mà". Nó cũng tìm hiểu bí ẩn trong những dòng suối ngầm và các sợi dây chuông, cách mà nước chảy từ hồ qua tường....

### Giáo dục, 1839–47
Nhận ra khả năng tiềm tàng của cậu bé, mẹ của Maxwell bà Frances đã có trách nhiệm trong việc giáo dục James từ lúc còn nhỏ, cũng do đây là một công chủ yếu của người phụ nữ trong gia đình ở thời kỳ Victoria. Lúc 8 tuổi ông có thể đọc thuộc lòng các đoạn thơ dài của John Milton và toàn bộ bài thánh Vịnh thứ 119 (176 câu thơ). Quả thực ông hiểu biết rất chi tiết về kinh thánh; ông có thể nói ra chương và câu thơ đối với hầu hết đoạn trích nào từ thánh Vịnh. Mẹ ông có sức khỏe yếu dần do ung thư dạ dày, sau một lần phẫu thuật không thành công, bà qua đời vào tháng 12 năm 1839. Việc giáo dục của James lúc đó do bố ông và dì Jane giám sát, mà cả hai người này đóng vai trò quan trọng trong cuộc đời ông. Việc đi học chính thức của ông khởi đầu không thành công dưới sự hướng dẫn của một học sinh 16 tuổi ở lớp trên. Thông tin về thanh niên này được John thuê về để dạy con trai ông không có nhiều, ngoại trừ anh ta khắt khe với cậu bé, chê mắng cậu vì tính chậm chạp và ương ngạnh. John đuổi gia sư này vào tháng 11 năm 1841, và suy nghĩ cẩn thận, ông gửi James tới trường học Edinburgh Academy danh giá. Ông ở tại nhà của dì Isabella trong thời gian học ở đây. Thời gian này ông trở lên hứng thú với hội họa bởi ảnh hưởng từ chú Jemima lớn tuổi hơn ông.

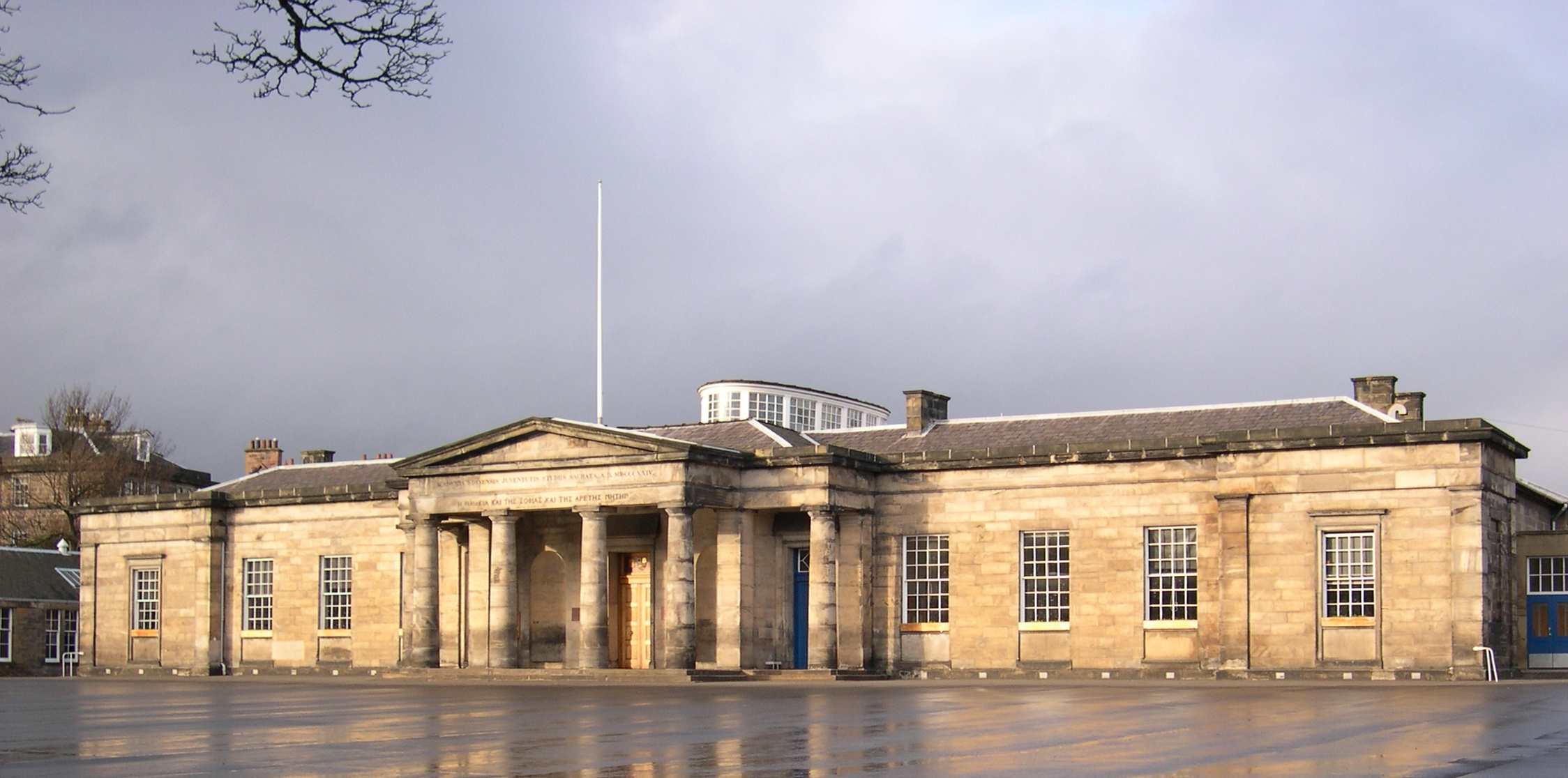
Trường Edinburgh Academy, nơi Maxwell bắt đầu đi học.

Cậu bé Maxwell 10 tuổi, được nuôi nấng tách biệt trong khu đất nông thôn của bố ông, đã không hợp lắm với trường học. Học xong năm đầu tiên, ông tiếp tục được vào học cùng với các anh lớn tuổi trong năm thứ hai. Phong cách và giọng nói vùng Galloway của ông tác động vào các chàng trai khác một cách mộc mạc. Ngày đầu tiên đến trường ông đi đôi giày và mặc áo dài thắt ngang lưng của nhà làm, và người ta đặt cho cậu biệt danh là "Daftie" (gàn dở). Có vẻ ông chưa bao giờ bực bội với biệt danh này, và chẳng phàn nàn gì về nó trong nhiều năm. Cách sống biệt lập tại trường Academy kết thúc khi ông gặp Lewis Campbell và Peter Guthrie Tait, hai chàng trai cùng lứa tuổi và sau này trở thành những học giả có tiếng. Họ đã trở thành những người thân hữu lâu năm.
Maxwell đã thích thú hình học ngay từ khi còn bé, cậu khám phá lại các khối đa diện đều trước khi bắt được đi học chính thức. Mặc dù chiến thắng trong cuộc thi tìm hiểu về kinh thánh ở năm học thứ hai, các công trình hàn lâm của ông vẫn không được chú ý tới cho đến khi, lúc ông 13 tuổi, ông giành được huy chương toán học của trường và giải nhất về văn học Anh và thơ ca.
Những quan tâm của Maxwell vượt ra ngoài phạm vi chương trình dạy ở trường và ông cũng không quá tập trung vào các kỳ thi kiểm tra. Ông viết bài báo khoa học đầu tiên lúc 14 tuổi. Nội dung bài báo miêu tả cách vẽ bằng cơ học của các đường cong toán học với sợi dây cuộn, và các tính chất của elíp, oval Descartes, và các đường cong liên quan có nhiều hơn hai tiêu điểm. Nghiên cứu của ông về các đường cong oval được trình bày tại Hội Hoàng gia Edinburgh bởi James Forbes, một giáo sư triết học tự nhiên ở đại học Edinburgh, bởi Maxwell quá trẻ để có thể trình bày công trình. Nghiên cứu này hoàn toàn không phải là nghiên cứu gốc, do René Descartes cũng đã kiểm tra các tính chất của elíp đa tiêu điểm trong thế kỷ 17, nhưng Maxwell đã chỉ ra cách dựng hình đơn giản hơn.

### Đại học Edinburgh, 1847–50

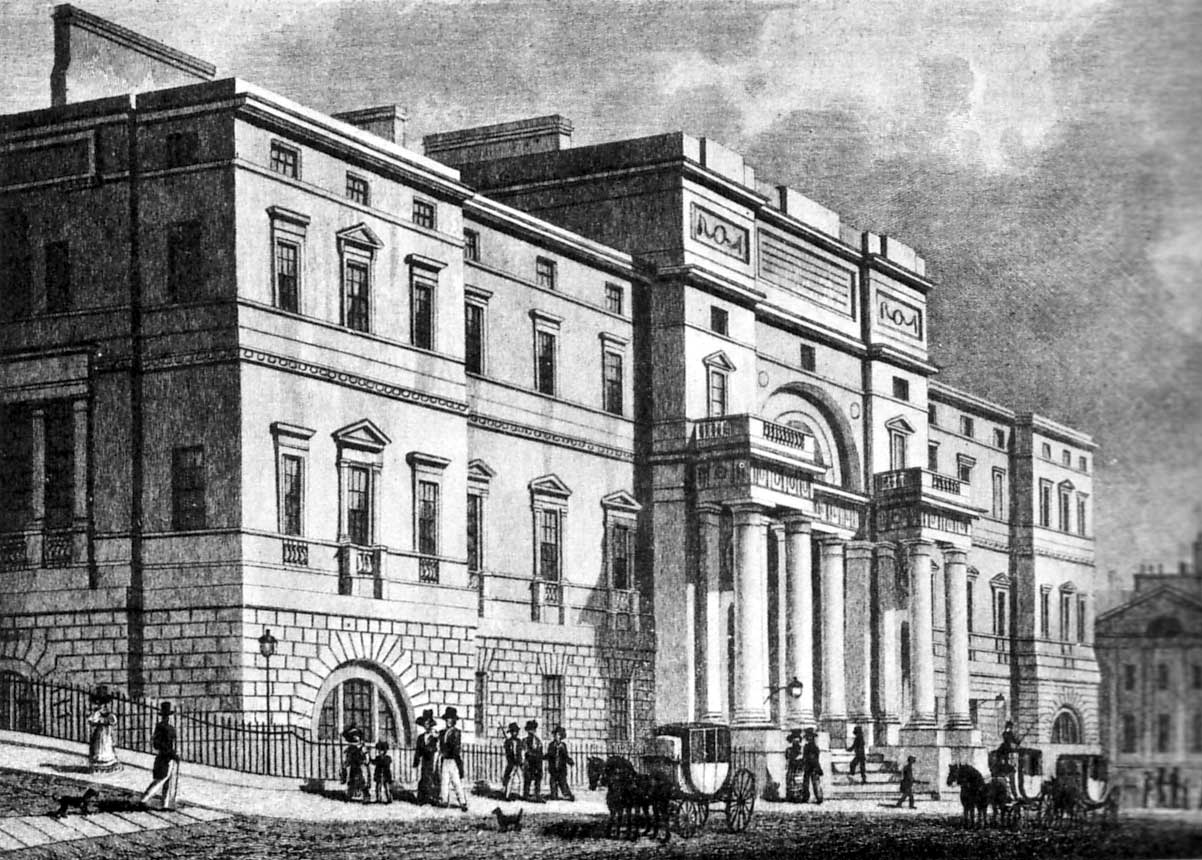
Đại học Edinburgh năm 1827.

Maxwell rời trường Academy vào năm 1847 lúc 16 tuổi và bắt đầu tham dự các lớp của đại học Edinburgh. Ông đã có cơ học để học tại đại học Cambridge, nhưng sau một học kỳ đầu tiên ông đã quyết định học một chương trình đại học hoàn toàn ở đại học Edinburgh. Các giảng viên ở trường Edinburgh khi ấy bao gồm một số tên tuổi lớn như thầy dạy năm thứ nhất của ông là tòng nam tước Sir William Hamilton, người dạy ông môn logic và siêu hình học, Philip Kelland dạy về toán học, và James David Forbes dạy về triết học tự nhiên. Chương trình dạy ở Edinburgh không quá yêu cầu nặng nề đối với ông, vì vậy ông có thể tự thực hiện nghiên cứu trong thời gian rãnh rỗi khi ở trường và đặc biệt khi quay về thăm nhà ở Glenlair. Ông có thể làm thí nghiệm với các hóa chất tùy biến, dòng điện và các thiết bị từ, nhưng ông có sự quan tâm chủ yếu vào tính chất của ánh sáng bị phân cực. Ông tạo ra các khối gelatin, cho chúng chịu dưới nhiều ứng suất khác nhau, và với một cặp lăng trụ phân cực do William Nicol làm cho ông, ông đã quan sát thấy các vân giao thoa tương tự như ở các con sứa. Nhờ thí nghiệm này mà ông đã khám phá ra phương pháp quang đàn hồi học, cho phép xác định sự phân bố ứng suất bên trong cấu trúc vật liệu và kết cấu.
Ở tuổi 18, Maxwell đã viết hai bài báo cho Tạp chí Triết học của Hội hoàng gia Edinburgh. Một bài báo với tiêu đề On the Equilibrium of Elastic Solids (Về sự cân bằng của vật rắn đàn hồi), đã đặt cơ sở cho khám phá quan trọng về sau của ông, đó là lưỡng chiết tạm thời hình thành trong chất lỏng có độ nhớt dưới tác dụng của ứng suất cắt. Bài báo kia có tiêu đề Rolling Curves (Các đường cong tạo từ sự lăn không trượt) và, giống như bài báo Oval Curves mà ông đã viết tại trường Edinburgh Academy, một lần nữa ông bị xem là quá trẻ để có thể đứng trước bục thuyết trình. Bài báo này sau đó do người thầy Kelland của ông trình bày trước Hội hoàng gia.

### Đại học Cambridge, 1850–56

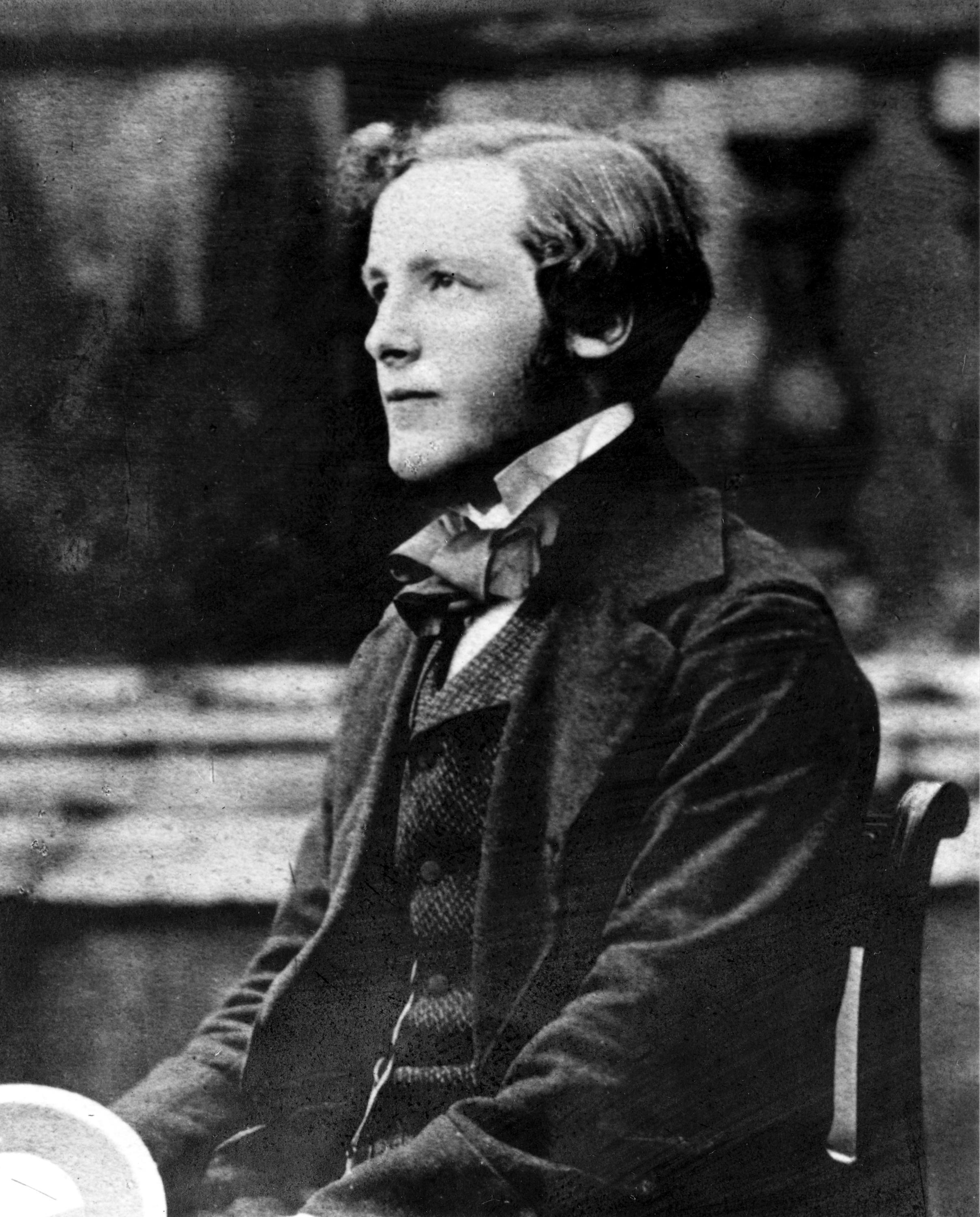
Thanh niên Maxwell ở Trinity College, Cambridge. Ông đang giữ một trong các vòng tròn màu.

Tháng 10 năm 1850, lúc này ông đã trở thành một nhà toán học, Maxwell rời Scotland chuyển đến đại học Cambridge. Lúc đầu ông đăng ký vào Peterhouse, nhưng trước khi kết thúc nhiệm kỳ thứ nhất ông chuyển tới Trinity, nơi ông tin nhận được học bổng dễ dàng hơn. Ở Trinity, ông được bầu chọn vào một hội bí mật quan trọng là Những người cải cách Cambridge (Cambridge Apostles). Tri thức hiểu biết của Maxwell về đức tin Cơ đốc và khoa học phát triển nhanh chóng trong những năm ông ở Cambridge. Ông gia nhập "Hội những người cải cách", một hội quy tụ những tri thức lớn khi đó, nơi nhờ các bài luận của ông mà ông có thể nắm bắt dần kiến thức về thế giới quan.
Vào mùa hè năm thứ ba, Maxwell đã có thời gian ở nhà của Charles Benjamin Tayler tại Otley thuộc hạt Suffolk, chú của người bạn cùng lớp G.W.H. Tayler. Tình yêu đối với chúa của gia đình đã gây ấn tượng với Maxwell, đặc biệt sau khi ông được chăm sóc trong lúc ốm bởi ông bộ trưởng và vợ của ông.
Tháng 11 năm 1851, Maxwell học thầy William Hopkins, người đã dạy nhiều thiên tài toán học mà được mọi người đặt cho biệt danh "người đào tạo những sinh viên giỏi" (senior wrangler-maker).
Năm 1854, Maxwell tốt nghiệp trường Trinity với bằng cử nhân toán học. Ông xếp thứ hai trong kỳ thi tốt nghiệp, xếp sau Edward Routh và được trao danh hiệu sinh viên giỏi. Về sau ông đạt đồng giải nhất với Routh trong kỳ thi của Giải Smith. Ngay sau khi tốt nghiệp, Maxwell đã đọc bài báo On the Transformation of Surfaces by Bending trước Hội Triết học Cambridge. Đây là một trong số ít bài báo thuần túy toán học do ông viết, chứng tỏ sự tiến triển trong tầm vóc của Maxwell như là một nhà toán học. Maxwell quyết định ở lại Trinity sau khi tốt nghiệp và nộp hồ sơ để làm thành viên của trường, một quá trình mà ông nghĩ có thể mất hai năm. Nhờ sự thành công khi còn là sinh viên nghiên cứu, ông có thể tự do khỏi trách nhiệm giảng dạy và coi thi, để theo đuổi mục tiêu nghiên cứu khoa học theo ý ông muốn.
Bản chất và sự cảm nhận màu sắc là một trong những quan tâm của ông khi ông học ở Đại học Edinburgh dưới sự hướng dẫn của giáo sư Forbes. Với con quay nhiều màu sắc do Forbes sáng chế ra, Maxwell có thể chứng minh được ánh sáng trắng là tổ hợp của ánh sáng màu đỏ, lục và lam. Bài báo Experiments on Colour của ông đặt cơ sở cho các nguyên lý kết hợp màu sắc và được trình bày trước Hội Hoàng gia Edinburgh vào tháng 3 năm 1855. Thời điểm này Maxwell đã có thể tự trình bày các bài báo của mình trước hội đồng các nhà khoa học.
Maxwell chính thức trở thành thành viên của trường Trinity ngày 10 tháng 10 năm 1855, sớm hơn so với thông thường, và được yêu cầu chuẩn bị các bài giảng về thủy tĩnh học và quang học cũng như các câu hỏi kiểm tra. Tháng 2 năm sau thầy Forbes hối thúc ông đảm nhiệm vị trí mới là Chủ tịch phân viện Triết học tự nhiên tại Marischal College, Aberdeen. Bố ông đã hỗ trợ ông chuẩn bị những thứ cần thiết, nhưng ông đã qua đời vào ngày 2 tháng 4 tại Glenlair trước khi biết kết quả của việc ứng cử của Maxwell. Maxwell được nhận làm giáo sư ở Aberdeen, và ông rời Cambridge tháng 11 năm 1856.

### Trường Marischal College, Aberdeen, 1856–60

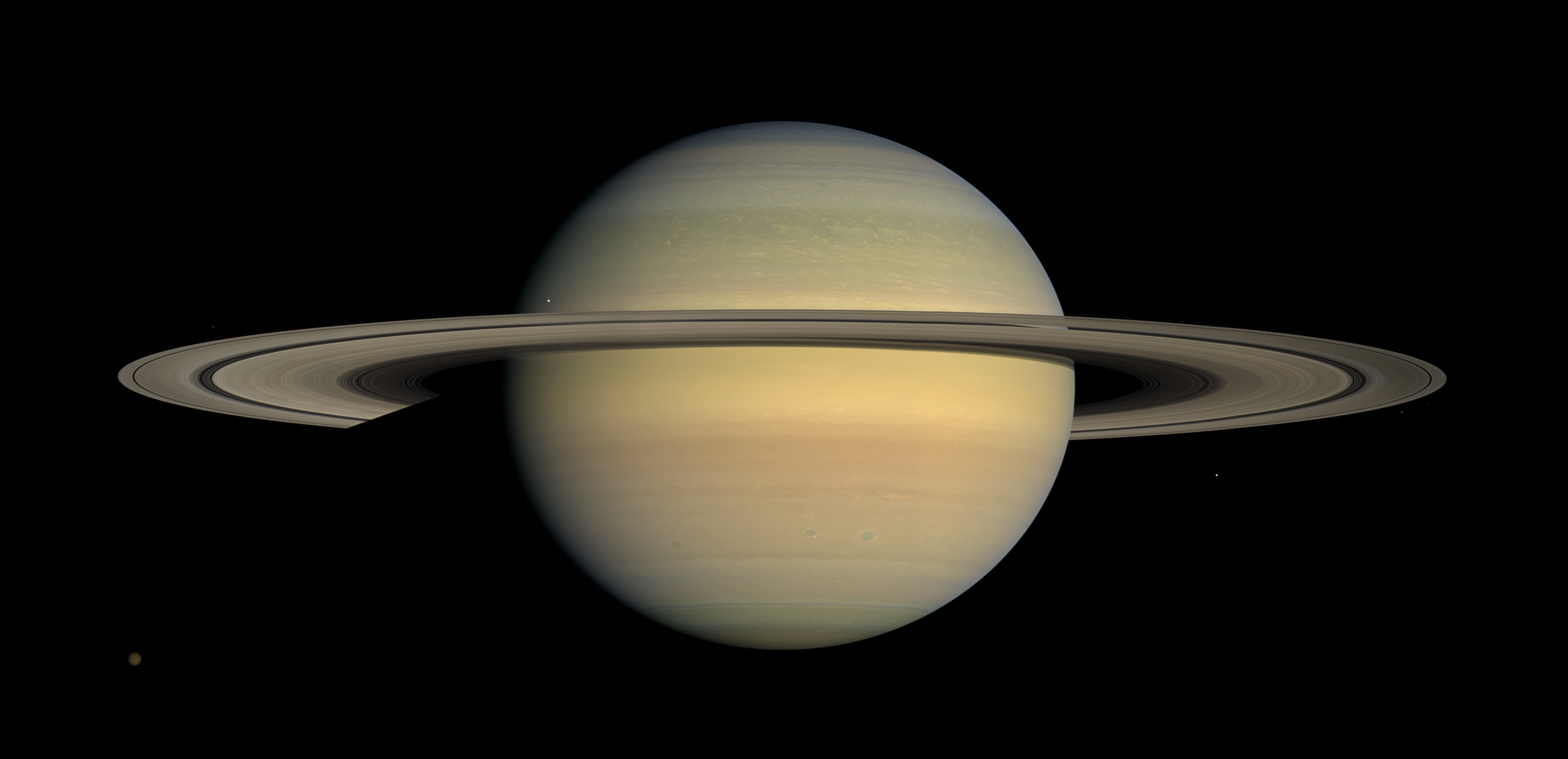
Maxwell đã chứng minh rằng vành đai Sao Thổ cấu thành bởi rất nhiều hạt bụi nhỏ.

Chàng thanh niên Maxwell 25 tuổi trẻ hơn 15 tuổi so với bất kỳ giáo sư nào khác ở Marischal. Ông đảm trách vị trí trưởng khoa, đưa ra đề cương và chuẩn bị các bài giảng. Ông tự cam kết sẽ tham gia giảng dạy khoảng 15 tiếng một tuần, bao gồm bài giảng cuối tuần miễn phí (pro bono) tại một trường đào tạo công nhân ở địa phương. Ông sống ở Aberdeen trong thời gian sáu tháng của năm học và dành thời gian của mùa hè ở trại Glenlair, nơi ông được thừa kế từ bố ông.

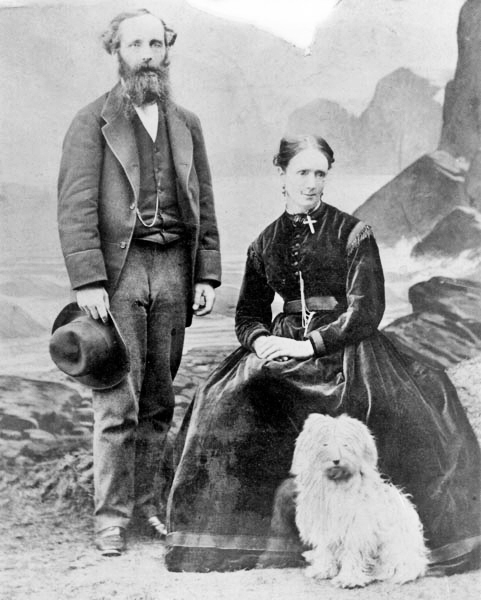
James và Katherine Maxwell, 1869.

Ông tập trung chú trọng vào một vấn đề làm đau đầu các nhà khoa học trong suốt 200 năm: đó là bản chất của vành đai Sao Thổ. Trước đó, người ta không biết được tại sao nó vẫn ổn định mà không bị vỡ tan ra, bay ra khỏi hoặc rơi trở lại Sao Thổ. Vấn đề này còn thu hút sự chú ý đặc biệt vào lúc đó bởi trường St John's College, Cambridge đã chọn nó làm chủ đề cho giải Adams vào năm 1857. Maxwell đã dành 2 năm để nghiên cứu vấn đề này, ông chứng minh rằng một vành đai đặc rắn sẽ không thể ổn định, trong khi một vành chất lỏng sẽ bị tác động bởi lực thủy triều và xé nhỏ thành các mảnh nhỏ. Vì chi tiết cấu tạo vành đai chưa từng được quan sát kỹ, Maxwell kết luận rằng các vành đai phải là tổ hợp của nhiều hạt nhỏ mà ông gọi là những viên gạch vỡ ("brick-bats"), từng hạt quay độc lập quanh Sao Thổ. Maxwell được trao giả Adams trị giá £130 vào năm 1859 cho bài luận của ông On the stability of the motion of Saturn's rings; ông là người duy nhất đã viết về vấn đề này. Công trình rất chi tiết đầy thuyết phục của ông được George Biddell Airy bình luận khi ông đọc nó là "Đây là một trong những ứng dụng nổi bật nhất của toán học đối với vật lý mà tôi từng xem." Vấn đề này được chứng thực cho tới tận khi tàu Voyager bay qua Sao Thổ vào thập niên 1980 và xác nhận tiên đoán của Maxwell.
Năm 1857 Maxwell trở thành bạn với Reverend Daniel Dewar, lúc đó là hiệu trưởng của trường Marischal. Thông qua đó mà Maxwell đã gặp con gái của Dewar, Katherine Mary Dewar. Họ đính hôn vào tháng 2 năm 1858 và làm lễ cưới ở Aberdeen vào ngày 2 tháng 6 năm 1858. Ở giấy đăng ký kết hôn, Maxwell được ghi là giáo sư Triết học tự nhiên ở Marischal College, Aberdeen. Thông tin về Katherine ít được biết đến, người ta chủ yếu biết rằng bà đã trợ giúp ông trong văn phòng của mình và làm các nghiên cứu thực nghiệm tính nhớt của chất lỏng. Người bạn và người viết về tiểu sử Maxwell - Lewis Campbell, người viết về Katherine như một người trầm lặng, thông qua miêu tả cuộc sống hôn nhân của họ như là "một trong những sự cống hiến chưa từng có".
Năm 1860, Marischal College sáp nhập với trường King's College để thành lập lên Đại học Aberdeen. Không có phòng cho hai giáo sư về Triết học tự nhiên, do vậy Maxwell - mặc dù ông với danh tiếng khoa học, ông phải tự mình chuyển đi. Ông đăng ký không thành công vào vị trí mà giáo sư Forbes gần đây đã bỏ trống tại Edinburgh, do vị trí này được trao cho nhà vật lý Tait. Thay vào đó, Maxwell được chọn làm chủ tịch khoa Triết học tự nhiên ở King's College, London. Sau khi bình phục từ một lần bị đậu mùa thập tử nhất sinh vào năm 1860, Maxwell chuyển tới London cùng với vợ ông.

### King's College, London, 1860–65

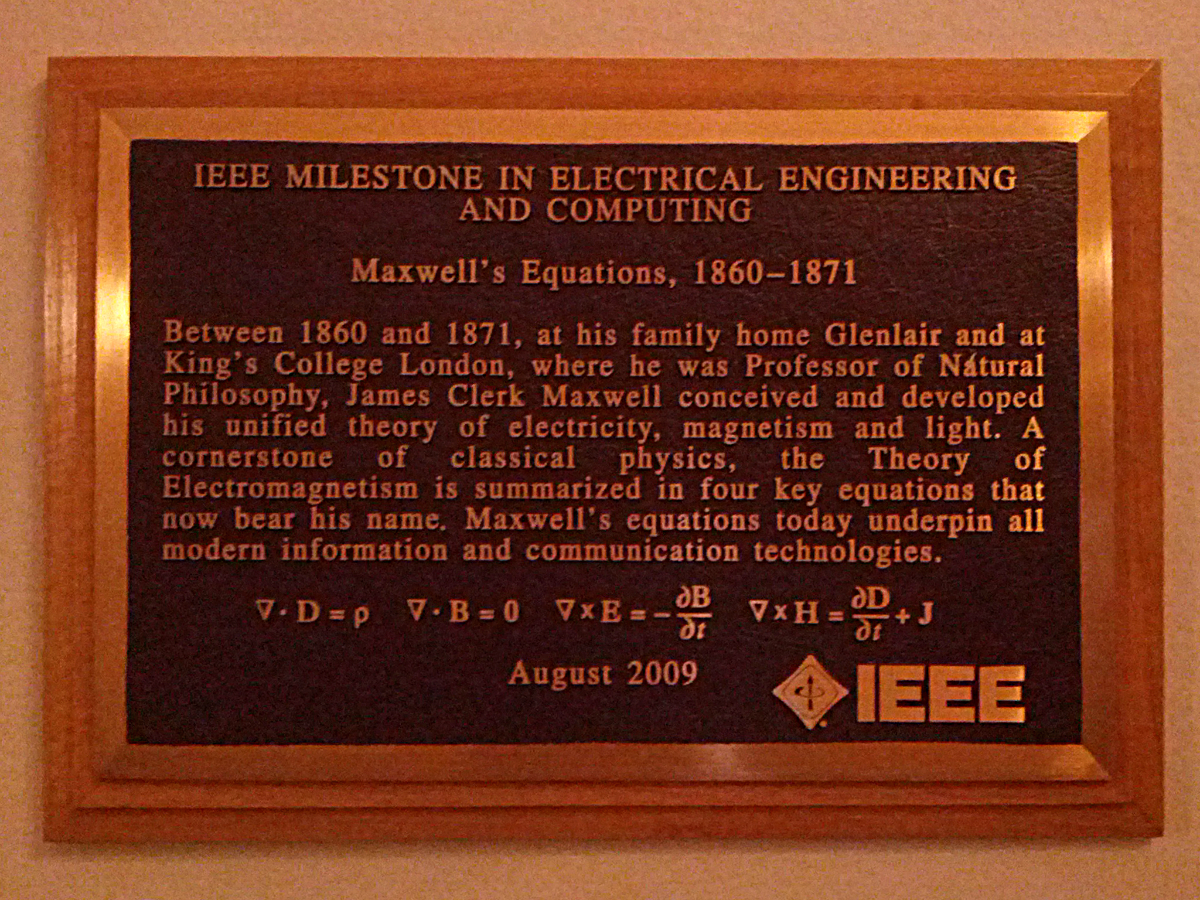
Bảng hiệu ghi công phương trình của Maxwell tại King's College. Đây là một trong ba tấm bảng giống nhau của IEEE về Maxwell, hai tấm bảng còn lại đặt ở nơi sinh của Maxwell tại Edinburgh và tại trang trại của gia đình tại Glenlair.

Thời gian Maxwell ở trường King's là những năm hoàng kim của ông. Ông được trao huy chương Rumford của Hội Hoàng gia Luân Đôn năm 1860 cho nghiên cứu của ông về màu sắc và sau đó ông được bầu làm thành viên của Hội vào 1861. Giai đoạn cuộc đời này chứng kiến ông trình bày máy chụp ảnh màu chớp sáng đầu tiên trên thế giới, các ý tưởng phát triển về độ nhớt của khí, và đề xuất hệ thống xác định các đại lượng vật lý—mà ngày nay gọi là phân tích thứ nguyên. Maxwell thường tham dự các bài giảng của Viện Hoàng gia (Royal Institution), nơi ông thường gặp Michael Faraday. Mối quan hệ giữa hai người không thể miêu tả là thân thiết, bởi Faraday hơn Maxwell 40 tuổi và đã có dấu hiệu suy giảm trí nhớ. Họ chưa từng thể hiện sự kính trọng cao đối với tài năng của mỗi người.

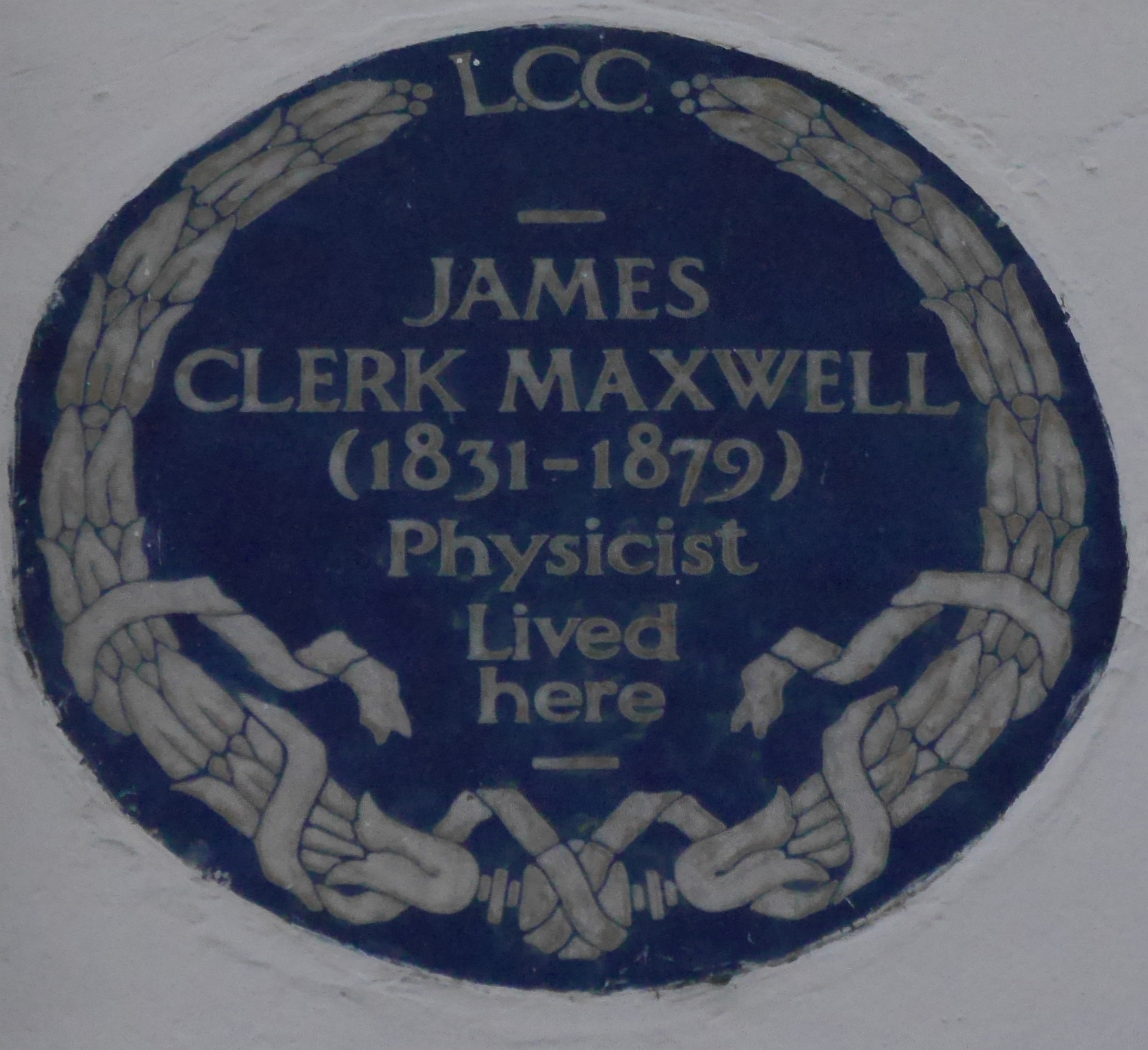
Biển hiệu màu xanh, tại nhà số 16 Palace Gardens Terrace, Kensington, nơi ở của Maxwell giai đoạn 1860-65

Thời gian này đặc biệt đáng nhớ đối với sự nghiệp của Maxwell trong nghiên cứu về điện trường và từ trường. Ông xem xét bản chất của cả từ trường và điện trường trong bài báo hai phần On Physical Lines of Force, công bố năm 1861. Trong bài báo này ông đưa ra mô hình tưởng tượng về hiện tượng cảm ứng điện từ, chứa những lý thuyết xoắn phân tử mô tả cho từ thông. Thêm hai phần nữa được đưa thêm vào và công bố trong cùng bài báo vào đầu năm 1862. Trong phần viết thêm thứ nhất, ông thảo luận về bản chất của tĩnh điện học và dòng điện dịch chuyển. Trong phần viết thêm thứ hai, ông nghiên cứu về sự quay mặt phẳng của phân cực ánh sáng trong trường điện từ, một hiện tượng do Faraday khám phá và ngày nay được gọi là hiệu ứng Faraday.

### Những năm cuối đời, 1865–1879

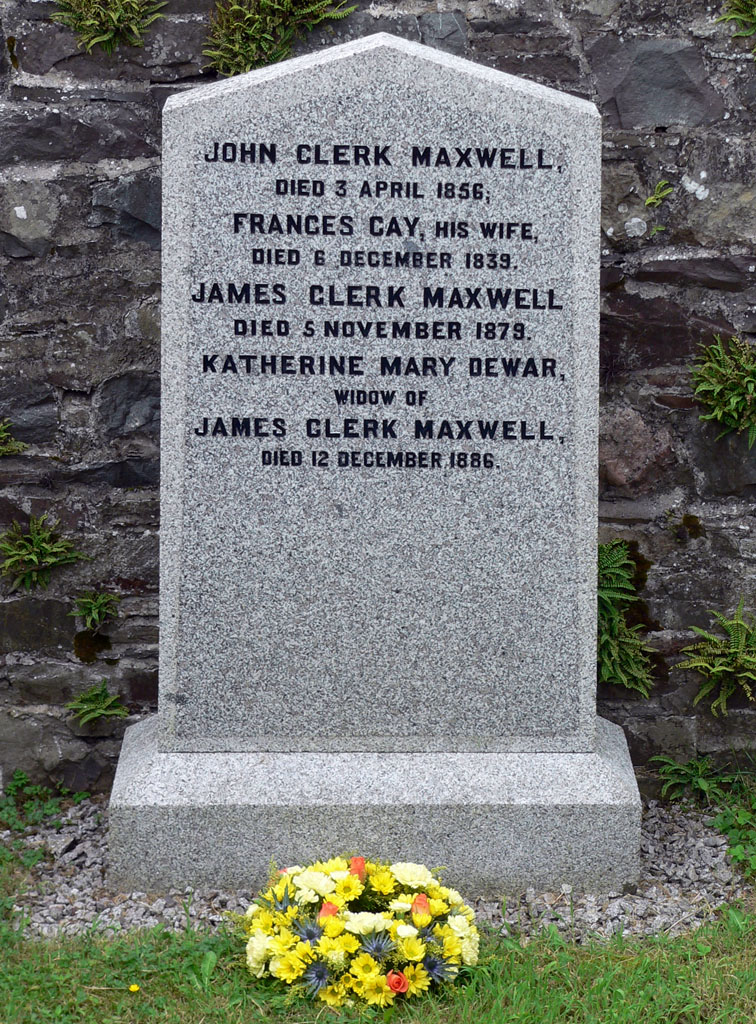
Mộ đá tại Parton Kirk (Galloway) của James Clerk Maxwell, bố mẹ và vợ ông.

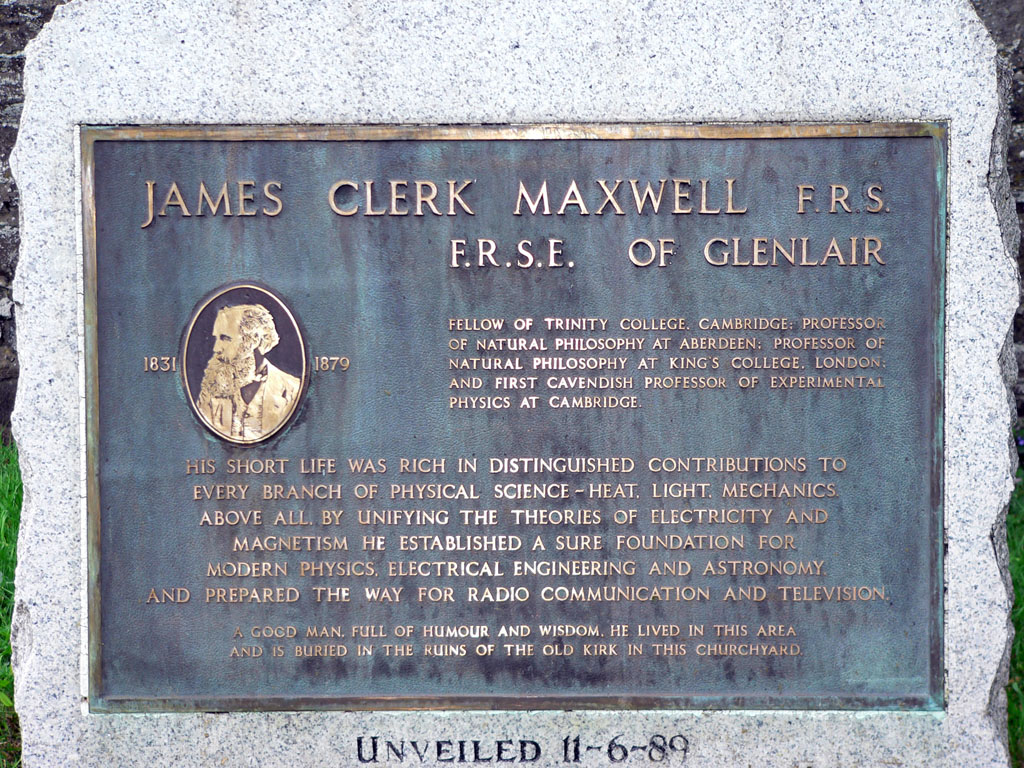
Bia tưởng niệm James Clerk Maxwell đứng trước nhà thờ ở Parton (Galloway).

Năm 1865 Maxwell thôi vị trí trưởng khoa tại King's College, London, và trở về Glenlair cùng với Katherine. Trong bài báo On reciprocal figures, frames and diagrams of forces (1864, 1870) ông đã miêu tả phương pháp xác định biểu đồ lực đối với kết cấu giàn mà ngày nay được biết đến như là phương pháp Cremona-Maxwell trong cơ học kết cấu. Ông viết cuốn sách Theory of Heat (1871) và chuyên luận Matter and Motion (1876). Maxwell cũng lần đầu tiên sử dụng phương pháp phân tích thứ nguyên vào năm 1871.
Năm 1871 ông trở thành giáo sư Cavendish về Vật lý đầu tiên ở Cambridge. Maxwell được giao nhiệm vụ phát triển Phòng thí nghiệm Cavendish, giám sát từng bước trong quá trình xây dựng và mua các trang thiết bị thí nghiệm. Một trong những đóng góp lớn cuối cùng của Maxwell đối với khoa học đó là tham gia soạn thảo (với những ghi chú gốc) các nghiên cứu của Henry Cavendish, mà từ đó phát hiện ra các nghiên cứu của Cavendish, mà một trong số đó là vấn đề về khối lượng riêng của Trái Đất và thành phần của nước.
Maxwell qua đời ở Cambridge do ung thư dạ dày vào ngày 5 tháng 11 năm 1879 ở tuổi 48. Mẹ ông cũng mất với cùng độ tuổi và cùng căn bệnh ung thư.
Maxwell được chôn cất tại Parton Kirk, gần thị trấn Castle Douglas ở Galloway gần nơi ông lớn lên. Cuốn tiểu sử The Life of James Clerk Maxwell, viết bởi người bạn lâu năm là giáo sư Lewis Campbell, được xuất bản năm 1882. Tuyển tập các công trình của ông được in thành hai tập bởi Nhà xuất bản Đại học Cambridge năm 1890.

### Cá nhân
Là một người yêu thơ Scotland, Maxwell ghi nhớ về chúng và cũng tự mình làm thơ. Bài thơ nổi bật nhất là Rigid Body Sings, dựa trên bài "Comin' Through the Rye" của Robert Burns, mà ông thường dùng nó để hát khi chơi guitar. Các đoạn đầu của bài thơ là
Gin a body meet a body

Flyin' through the air.

Gin a body hit a body,

Will it fly? And where?

Tập hợp các bài thơ của ông được người bạn Lewis Campbell công bố vào năm 1882.

## Sự nghiệp khoa học

### Điện từ học

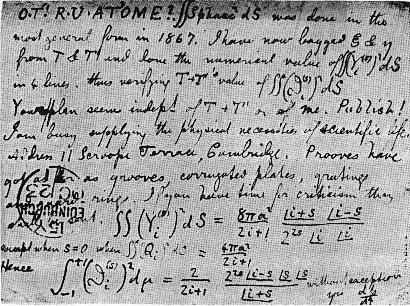
Một lá thư của Maxwell gửi tới Peter Tait.

Maxwell bắt đầu nghiên cứu và phê bình về điện và từ học vào năm 1855 khi bài báo của ông On Faraday's lines of force được đọc tại Hội Triết học Cambridge. Bài báo trình bày một mô hình đơn giản về nghiên cứu của Faraday và hai hiện tượng liên hệ với nhau như thế nào. Ông thu gọn mọi hiểu biết thời đó vào trong hệ 20 phương trình vi phân có 20 biến. Công trình này sau này được công bố trong bài báo On Physical Lines of Force vào tháng 3 năm 1861.
Khoảng năm 1862, khi đang giảng dạy tại King's College, Maxwell đã tính ra tốc độ lan truyền của một trường điện từ xấp xỉ bằng tốc độ ánh sáng. Ông coi kết quả này không chỉ là sự trùng hợp ngẫu nhiên, khi viết, "Chúng ta khó tránh khỏi kết luận rằng ánh sáng chứa những dao động theo phương ngang của cùng một môi trường mà gây ra các hiện tượng điện và từ."
Nghiên cứu vấn đề xa hơn, Maxwell chứng tỏ rằng các phương trình dự đoán sự tồn tại các sóng dao động của từ trường và điện trường truyền qua chân không với một tốc độ có thể tiên đoán được từ thí nghiệm điện đơn giản; sử dụng dữ liệu có được lúc đó, Maxwell thu được vận tốc của sóng bằng 310.740.000 mét trên giây (1,0195×109 ft/s). Trong bài báo năm 1864 Một lý thuyết động lực học của trường điện từ - A Dynamical Theory of the Electromagnetic Field, Maxwell viết, "Các kết quả khớp nhau dường như cho thấy ánh sáng và từ học là những ảnh hưởng của cùng một thứ, và rằng ánh sáng là một dao động điện từ lan truyền qua trường tuân theo các định luật của điện từ học".
Phương trình nổi tiếng của ông, trong dạng hiện đại chứa bốn phương trình đạo hàm riêng, xuất hiện đầy đủ lần đầu tiên trong cuốn sách của ông A Treatise on Electricity and Magnetism xuất bản năm 1873. Maxwell thực hiện phần lớn công trình này ở Glenlair trong thời gian ông giữ vị trí ở London và đảm nhiệm chức danh giáo sư Cavendish. Maxwell biểu diễn thuyết điện từ trong dạng đại số của các quaternion và sử dụng thế điện từ làm đối tượng trung tâm của lý thuyết. Năm 1881, Oliver Heaviside thay đại lượng thế điện từ của Maxwell bằng 'trường lực' trở thành trung tâm của lý thuyết. Heaviside đã giảm thiểu tính phức tạp của lý thuyết Maxwell xuống còn bốn phương trình vi phân, mà ngày nay biết tới như là các định luật Maxwell hay phương trình Maxwell. Theo Heaviside, trường thế điện từ là tùy ý và cần phải "loại bỏ". Cách sử dụng thế vô hướng và vectơ ngày nay trở thành mẫu mực trong trình bày nghiệm của phương trình Maxwell.
Một vài năm sau đã có cuộc tranh luận giữa Heaviside và Peter Guthrie Tait về vai trò của giải tích vectơ và quaternion. Kết quả là các nhà vật lý nhận ra rằng không cần có ý nghĩa vật lý đem lại bởi quaternion nếu lý thuyết là định xứ thuần túy, và giải tích vectơ trở lên phổ biến. Maxwell đã được chứng minh là đúng, và mối liên hệ định lượng của ông giữa ánh sáng và điện từ học được coi là một trong những thành tựu vĩ đại của vật lý toán trong thế kỷ 19.
Maxwell cũng giới thiệu ra khái niệm trường điện từ khi so sánh với các đường sức mà Faraday miêu tả. Bằng cách hiểu sự lan truyền của điện từ như là một trường phát ra các hạt, Maxwell có thể tiến bước trong lý thuyết của ông về ánh sáng. Lúc đó, Maxwell tin rằng sự lan truyền của ánh sáng đòi hòi môi trường cho các sóng, mà ông đặt là ête siêu sáng (luminiferous aether). Về sau, sự tồn tại của một môi trường như thế, thấm vào toàn bộ không gian và không phát hiện được bằng bất kỳ cơ chế nào, được chứng minh là không tương hợp với kết quả một số thí nghiệm như thí nghiệm Michelson–Morley. Hơn nữa, nó dường như đòi hỏi một hệ quy chiếu tuyệt đối mà trong đó các phương trình vẫn còn đúng, nhưng dạng của phương trình bị thay đổi một cách khó chịu khi viết trong hệ quy chiếu của một người đang chuyển động. Những khó khăn này đã thúc đẩy Albert Einstein thiết lập ra thuyết tương đối hẹp; trong đó Einstein đã bác bỏ sự cần thiết có một môi trường ê te siêu sáng.

### Thị giác màu sắc

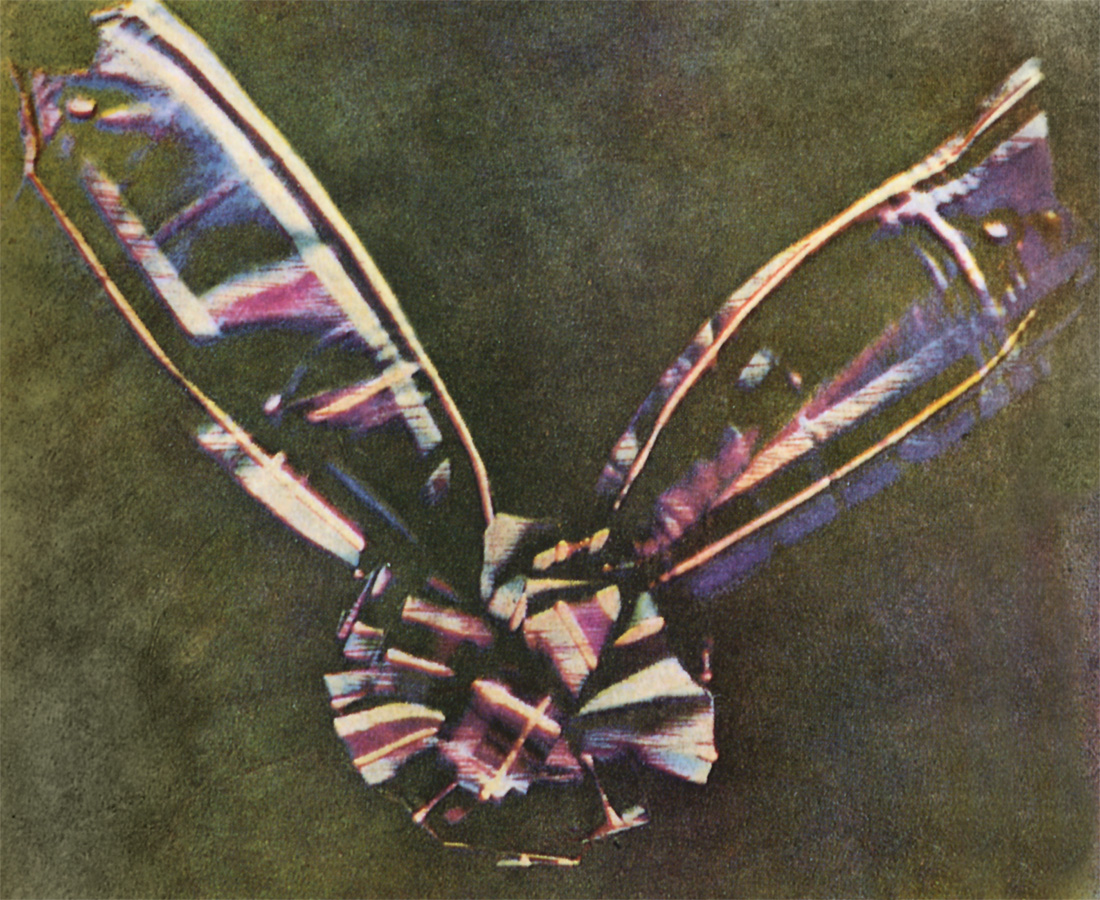
Bức ảnh màu có độ bền đầu tiên, do James Clerk Maxwell thực hiện trong bài thuyết trình năm 1861.

Như các nhà vật lý thời đó, Maxwell rất quan tâm tới tâm lý học. Ông đặc biệt chú ý tới, theo các hướng của Isaac Newton và Thomas Young, nghiên cứu thị giác màu sắc (colour vision). Từ 1855 đến 1872, ông công bố một loạt đều đặn các bài báo khảo cứu về cảm nhận màu sắc, rối loạn sắc giác, và lý thuyết màu sắc, và được trao Huy chương Rumford về bài báo On the Theory of Colour Vision.
Isaac Newton đã chứng minh, sử dụng lăng kính, rằng ánh sáng trắng, như ánh nắng Mặt Trời, là tổ hợp của một số ánh sáng đơn sắc mà có thể kết hợp thành ánh sáng trắng. Newton cũng chỉ ra rằng một màu sơn vàng cam làm từ màu đỏ và vàng nhìn y hệt như ánh sáng đơn sắc vàng cam, mặc dù là tổ hợp của hai ánh sáng đơn sắc đỏ và vàng. Từ đây xuất hiện nghịch lý thách thức các nhà vật lý thời đó: hai ánh sáng phức hợp (là tổ hợp của hai hay nhiều ánh sáng đơn sắc) có thể nhìn giống nhau nhưng khác nhau về mặt vật lý, gọi là hiện tượng phân dị (metamerism). Thomas Young về sau đề xuất cách lý giải nghịch lý này bởi cảm nhận màu sắc thông qua một số giới hạn các kênh trong mắt, mà ông đề xuất lý thuyết ba màu đơn sắc, hay lý thuyết Young–Helmholtz. Maxwell sử dụng công cụ đại số tuyến tính phát triển gần đây để chứng minh lý thuyết Young. Bất kỳ ánh sáng đơn sắc nào kích thích ba thụ thể có thể được kích thích bằng nhau bởi ba ánh sáng đơn sắc khác nhau (thực tế, bởi bất kỳ ba ánh sáng khác nhau). Ông chứng minh đó là trường hợp, phát minh ra thí nghiệm làm phù hợp màu và so khớp màu (colorimetry).
Maxwell cũng thích thú áp dụng lý thuyết của ông đến cảm nhận màu sắc, hay chụp ảnh màu. Xuất phát trực tiếp từ nghiên cứu tâm lý học của ông về cảm nhận màu sắc: nếu tổng của bất lỳ ba ánh sáng màu nào có thể tái tạo bất kỳ màu được cảm nhận nào, thì có thể tạo ra các bức ảnh màu thông qua bộ lọc ba màu sắc. Trong nội dung bài báo năm 1855, Maxwell đề xuất là, nếu ba bức ảnh màu đen trắng về một cảnh được chụp thông qua bộ lọc ba màu đỏ, lục và lam và các phim trong suốt của các bức ảnh này được chiếu lên một màn sử dụng ba máy chiếu trang bị các bộ lọc tương tự, thì khi ghép chồng trên màn ảnh sẽ cho cảm nhận của mắt người như một bức ảnh đầy đủ về màu sắc.
Trong một bài giảng về màu sắc tại Viện Hoàng gia vào năm 1861 về lý thuyết màu sắc, Maxwell trình bày bức ảnh màu đầu tiên trên thế giới dựa theo nguyên lý phân tích và tổng hợp ba màu này. Nhiếp ảnh gia Thomas Sutton, người sáng chế ra máy ảnh phản xạ ống kính đơn, đã chụp bức ảnh này. Ông chụp một dải ruy băng ba lần, thông qua các bộ lọc đỏ, lục và lam, đồng thời chụp một bức ảnh thứ tư thông qua bộ lọc vàng, mặc dù theo như Maxwell, đã không được sử dụng trong bức ảnh tổng hợp. Bởi vì tấm kính ảnh (photographic plate) của Sutton không đủ nhạy với màu đỏ và chỉ hơi nhạy với màu lục, bức ảnh tổng hợp tiên phong này còn khá xa so với mục đích mong muốn. Trong bài giảng ông viết rằng "nếu ảnh màu đỏ và lục được chụp đầy đủ như ảnh màu lục," nó "sẽ trở thành một bức ảnh ruy bông màu thực sự. Bằng cách tìm các vật liệu chụp ảnh có độ nhạy hơn với các tia ít khúc xạ hơn, độ biểu diễn màu sắc của vật thể có thể được nâng cao nhiều lên." Các nhà nghiên cứu vào năm 1961 kết luận rằng chất lượng ảnh thấp do ảnh hưởng tự bộ lọc màu đo là vì ánh sáng tử ngoại, nó bị phản xạ mạnh bởi một số thuốc nhuộm màu đỏ, và không hoàn toàn bị chặn bởi bộ lọc màu đỏ này, và trong phạm vi nhạy của quá trình nhúng ướt mà Sutton đã áp dụng.

### Thuyết động học chất khí và nhiệt động lực học

Con quỷ của Maxwell, một thí nghiệm tưởng tượng về entropy suy giảm.

Maxwell cũng quan tâm nghiên cứu thuyết động học của chất khí. Bắt đầu từ Daniel Bernoulli, lý thuyết này phát triển bởi các nghiên cứu của John Herapath, John James Waterston, James Joule, và đặc biệt là của Rudolf Clausius, đạt đến mức độ chính xác của nó nói chung vượt ra khỏi sự nghi ngờ; lý thuyết cũng nhận nhiều sự đóng góp lớn từ Maxwell, người trong lĩnh vực này như là một nhà thực nghiệm (về các định luật ma sát chất khí) cũng như một nhà toán học.
Giữa các năm 1859 và 1866, ông phát triển lý thuyết phân bố vận tốc của hạt trong một chất khí, mà công trình này về sau được Ludwig Boltzmann tổng quát hóa lên. Công thức phân phối Maxwell–Boltzmann cho tỷ lệ các phân tử khí chuyển động ở một vận tốc cho trước tại một nhiệt độ bất kỳ. Trong thuyết động học chất khí, nhiệt độ và nhiệt lượng đóng góp chỉ bởi chuyển động của phân tử. Cách tiếp cận này tổng quát các định luật nhiệt động lực học thiết lập trước đó theo cách tốt hơn phương pháp áp dụng trước đây. Công trình của Maxwell về nhiệt động lực học đưa ông đi đến thí nghiệm tưởng tượng mà ngày nay gọi là con quỷ Maxwell, nơi định luật hai nhiệt động lực học bị vi phạm bằng tưởng tượng có một cách sắp xếp lại phân bố của các hạt phân tử theo năng lượng.
Năm 1871 ông thiết lập liên hệ nhiệt động lực học Maxwell, phát biểu về sự bằng nhau giữa đạo hàm bậc hai của thế nhiệt động lực với từng biến nhiệt động lực khác nhau. Năm 1874, ông làm một mặt nhiệt động lực bằng thạch cao khi nghiên cứu về sự chuyển pha, dựa trên các bài báo về nhiệt động lực học bằng đồ thị của nhà vật lý người Mỹ Josiah Willard Gibbs.

### Lý thuyết điều khiển
Maxwell viết một bài báo tiêu đề On governors trong Proceedings of Royal Society, tập 16 (1867–1868). Bài báo này chứa đựng nội dung trung tâm của lý thuyết điều khiển tự động trong những ngày đầu. Ở đây "governors" nói tới bộ điều tốc hoặc bộ điều tốc ly tâm sử dụng trong động cơ hơi nước.

## Vinh danh
Maxwell đã được vinh danh bởi:

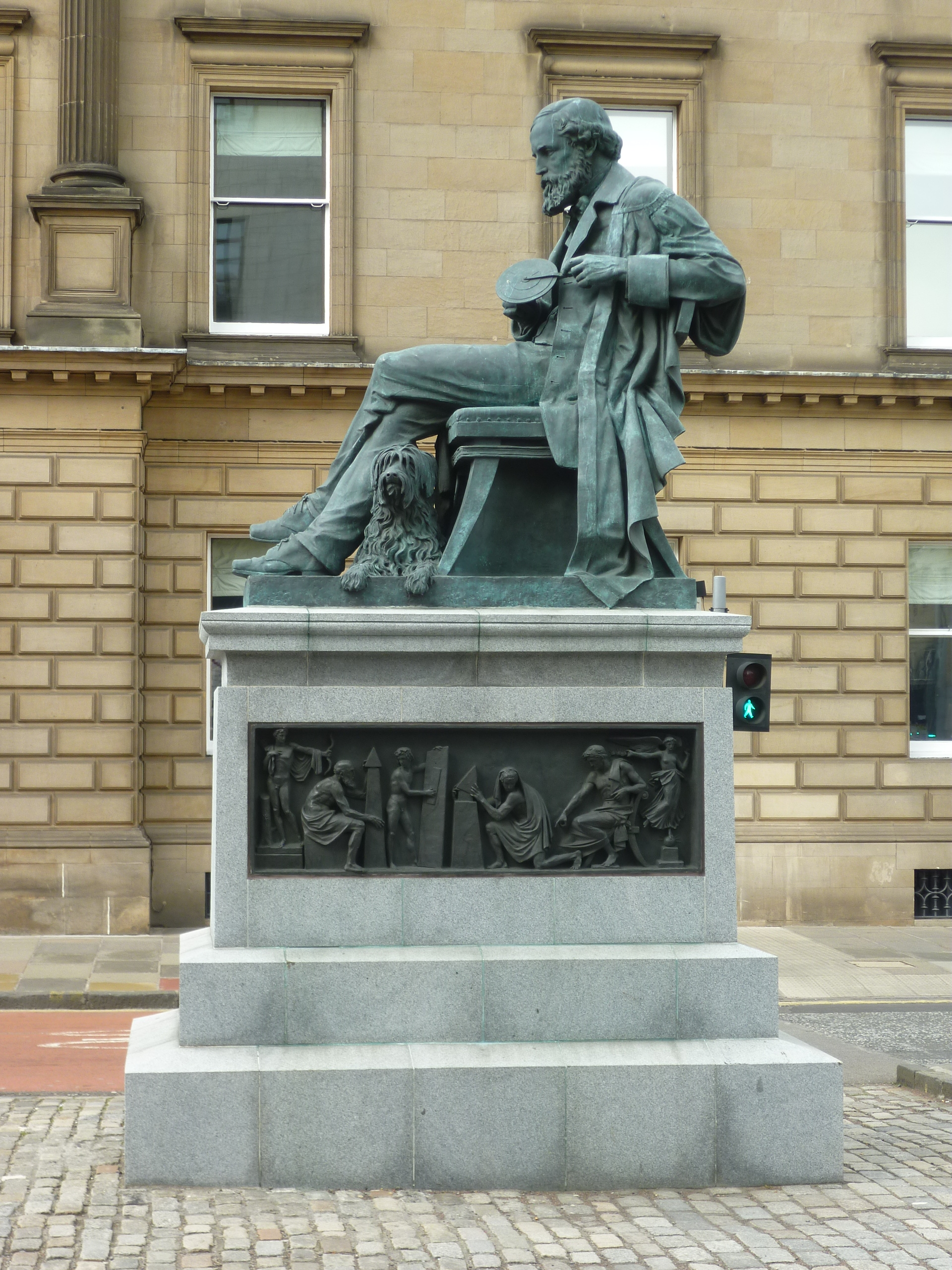
Đài tượng niệm James Clerk Maxwell ở Edinburgh, tạo bởi Alexander Stoddart. Khai trương vào năm 2008 bởi Hội Hoàng gia Edinburgh.

- Đơn vị maxwell (Mx), một đơn vị dẫn xuất trong hệ CGS đo từ thông[111]
- Giải thưởng Maxell của IEEE
- Dãy núi Maxwell, một dãy núi trên Sao Kim[111]
- Khoảng trống Maxwell trong vành đai Sao Thổ[112]
- Kính thiên văn James Clerk Maxwell, một kính thiên văn bước sóng dưới milimét, có đường kính 15 m.[111]
- Tòa nhà James Clerk Maxwell của Đại học Edinburgh, nơi đặt khoa toán, vật lý và khí tượng học.[113]
- Tòa nhà James Clerk Maxwell tại khu Waterloo của trường King's College London, một chức danh trong khoa vật lý, và hội các sinh viên vật lý được mang tên ông tại đại học này.[114]
- Trung tâm James Clerk Maxwell tại trường Edinburgh Academy.[115]
- Trung tâm Maxwell tại Đại học Cambridge, dành cho hợp tác giữa doanh nghiệp và các nhà khoa học trong lĩnh vực Công nghệ và khoa học Vật lý.[116]
- Một bức tượng được dựng ở đường George, Edinburgh.[117]
- Nhà sản xuất GPU Nvidia đã đặt tên của ông cho kiến trúc của dòng chip xử lý đồ họa GeForce 900.[118]
- Phần mềm ANSYS dành cho phân tích điện từ, mang tên Maxwell.

## Công bố khoa học
- Maxwell, James Clerk (1873), A treatise on electricity and magnetism Vol I, Oxford: Clarendon Press
- Maxwell, James Clerk (1873), A treatise on electricity and magnetism Vol II, Oxford: Clarendon Press
- Maxwell, James Clerk (1881), An Elementary treatise on electricity, Oxford: Clarendon Press
- Maxwell, James Clerk (1890), The scientific papers of James Clerk Maxwell Vol I, Dover Publication
- Maxwell, James Clerk (1890), The scientific papers of James Clerk Maxwell Vol II, Cambridge, University Press
- Maxwell, James Clerk (1908), Theory of heat, Longmans Green Co.
- Three of Maxwell's contributions to Encyclopædia Britannica appeared in the Ninth Edition (1878): Atom, Attraction,, and Ether; and three in the Eleventh Edition (1911): Capillary Action, Diagram, and Faraday, Michael.